# Helmtrudis de Baviera
Helmtrudis de Baviera (en alemán, Helmtrud von Bayern; Múnich, 22 de marzo de 1886-Wildenwart, 22 de junio de 1977) fue una princesa bávara.

## Biografía
Era la undécima vástago y séptima mujer de los trece hijos del rey Luis III de Baviera y de la archiduquesa María Teresa de Austria-Este, princesa de Módena. Se crio con sus numerosos hermanos.
Al igual que algunas de sus hermanas, Helmtrudis nunca se casó y vivió siempre con sus padres. Tras la muerte de estos, viviría en el castillo de Windenwart el resto de su larga vida. La princesa fue muy apreciada por la gente de la localidad, participando en muchos eventos de disfraces tradicionales. Le gustaba montar en uno de los carruajes de honor en los festivales, y siempre reservaba su asiento en primera fila en las representaciones teatrales.
Helmtrudis llevó una vida sencilla en el castillo sin ningún gasto personal, era afable y generosa con todos los lados. Sobrevivió a todos sus hermanos, excepto a Gundelinda.
Cada año, hay habitantes de Wildenwart que van como de romería a la tumba de Helmtrudis.